# George Hamilton Seymour
George Hamilton Seymour, född den 21 september 1797, död den 2 februari 1880, var en brittisk diplomat, som tillhörde släktgrenen Seymour-Conway.
Seymour ingick 1817 på diplomatbanan och var 1822 privatsekreterare åt lord Castlereagh, blev 1830 ministerresident i Florens, 1836 envoyé i Bryssel och 1846 i Lissabon samt var från 1851 till Krimkrigets utbrott 1854 brittisk envoyé i Sankt Petersburg. Åren 1855-1858 var han brittiskt sändebud i Wien.
Det var i ett samtal med honom på en nyårsfest i Vinterpalatset 1853, som Nikolaus I talade om Turkiet som "den sjuke mannen" och framkastade sitt projekt om delning av det turkiska väldet. Seymour replikerade, att "den sjuke mannens" vänner snarare borde söka bota honom än skynda att uppdela kvarlåtenskapen.